# 1881 v športu
1881 v športu.

## Bejzbol
- Jeseni je prvič vseh osem klubov Narodne lige pripravljenih za sezono

## Gimnastika
- 23. julij - Ustanovljena Federation Internationale de Gymnastique, najstarejša svetovna krovna športna organizacija

## Golf
- Odprto prvenstvo Anglije - zmagovalec Bob Ferguson

## Jadranje
- New York Yacht Club zadrži America's Cup, Mischief premaga Atalanto iz Bay of Quinte Yacht Cluba

## Konjske dirke
- 17. maj: Kentucky Derby - zmagovalec Hindoo

## Nogomet
- 9. april: FA Cup - Old Carthusians premaga Old Etonians F.C. s 3-0
- Moyola Park F.C. osvoji prvi Irski pokal
- - ustanovljen nogometni klub Girondins de Bordeaux

## Tenis
- Prvo Nacionalno prvenstvo ZDA, zmagovalec Richard D. Sears

## Veslanje
- Regata Oxford-Cambridge - zmagovalec Oxford

## Rojstva
- 28. marec – Martin Sheridan, irsko-ameriški atlet
- 14. maj – Ed Walsh, ameriški igralec bejzbola
- 28. junij – Zoltán Halmay, madžarski smučar
- 5. avgust – Louis Baillon, britanski igralec hokeja na travi
- 18. avgust – Gunnar Setterwall, švedski tenisač
- 2. september – Stanley Shoveller, britanski igralec hokeja na travi
- 28. november – Cecil Healy, avstralski smučar
- 20. december – Branch Rickey, ameriški manager bejzbola
- 29. december – Jess Willard, ameriški boksar